# Maichen
Maichen (kinesiska: 迈陈) är en köping i sydöstra Kina. Den ligger i Xuwen härad i staden Zhanjiang i provinsen Guangdong, omkring 460 kilometer sydväst om provinshuvudstaden Guangzhou. Antalet invånare är 57 917. Befolkningen består av 27 796 kvinnor och 30 121 män. Barn under 15 år utgör 22,0 %, vuxna 15-64 år 67 %, och äldre över 65 år 9,0 %.